# Carybdea aurifera
Carybdea aurifera Mayer, 1900 è una cubomedusa tropicale della famiglia Carybdeidae 
La descrizione della specie è basata su un esemplare raccolto  in Florida, nel 1900 , vicino alla superficie del mare. Un'altra medusa, pescata nel Golfo del Messico, è stata identificata come C. aurifera da Hedgpeth (1954). Questa pochezza dei dati disponibili fa pensare che la C. aurifera sia piuttosto un giovane esemplare, e quindi un sinonimo, di C. alata, così come la C. verrucosa Hargitt 1904
. Altre fonti  identificano la C. aurifera come un esemplare giovanile di C. sivickisi Stiasny 1926. Alfred Mayer fa notare nel suo Medusae of the world  che la C. aurifera ha la campana di un colore più scuro (descritto come "colofonia") rispetto alle altre meduse del genere Carybdea.

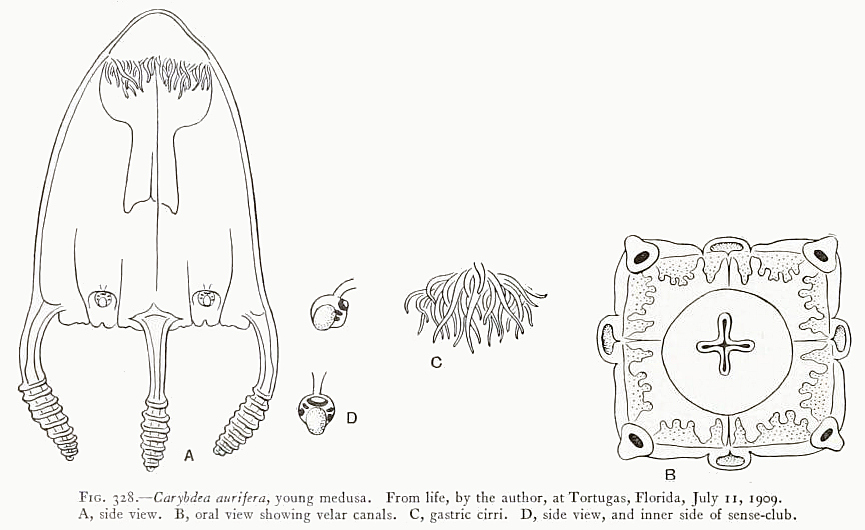
Carybdea aurifera. Giovane medusa catturata in Florida (11 luglio 1909). Illustrazione tratta da Medusae of the world.
A: vista laterale. B: vista della bocca e dei canali del velarium. C: cirri gastrici. D: vista laterale e interna del ropalio.